# Ансельм, Антуан
Антуа́н Ансе́льм (фр. Antoine Anselme; 13 января 1652, Л’Иль-Журден — 8 августа 1737, Сен-Север, аббатство) — французский проповедник, в шутку прозванный «малым пророком» (petit prophète), аббат; член Академии надписей и изящной словесности.
Его известность особенно упрочилась с 1681 года, когда Французская академия поручила ему прочесть панегирик Людовику IX. Мадам де Севинье сильно расхваливала его в своём письме от 8 апреля 1689 года. В 1699 году Людовик XIV вверил ему аббатство коммуны Сен-Север.
В 1710 году был избран членом Академии надписей.

## Издания
- Главный сборник: «Sermons de l’Avent, le Carême et divers sujets» (Париж, 1731, 4 тома; и 6-томник в другой парижской типографии в том же году);
- 3 тома панегириков святым и надгробных слов «Panégyriques des Saints et Oraisons funèbres» (Париж, 1718);
- помещал диссертации в «Записках Академии надписей» («Mémoires de l’Académie des Inscriptions»; 1724—1729);
- ода в «Сборнике Академии флоралий в Тулузе» («Recueil de l’Académie des Jeux Floraux de Toulouse»).